# Chaetellipsis maculosa
Chaetellipsis maculosa är en tvåvingeart som beskrevs av Albany Hancock och Drew 1999. Chaetellipsis maculosa ingår i släktet Chaetellipsis och familjen borrflugor. Inga underarter finns listade i Catalogue of Life.